# Konzentrationsgrundsatz (Hauptverhandlung)
Der Konzentrationsgrundsatz ist eine Prozessmaxime und bezeichnet das Bestreben, eine gerichtliche Verhandlung möglichst konzentriert, also ohne zu viele oder zu lange Unterbrechungen durchzuführen.
Für die strafrechtliche Hauptverhandlung ist dies in § 229 StPO geregelt. Nach dieser Vorschrift darf eine Hauptverhandlung nur bis zu drei Wochen unterbrochen werden. Hat die Hauptverhandlung an mindestens zehn Tagen stattgefunden, ist eine Unterbrechung von bis zu einem Monat zulässig.
Wurde die Hauptverhandlung allerdings bereits an mindestens zehn Hauptverhandlungstagen durchgeführt und kann sie wegen Erkrankung des Angeklagten oder eines Richters nicht fortgesetzt werden, ist die Unterbrechungsfrist für maximal sechs Wochen gehemmt; in diesem Fall muss die Hauptverhandlung allerdings spätestens zehn Tage nach Ende der Hemmung fortgesetzt werden.
Ein Verstoß gegen die in § 229 StPO genannten Fristen stellt einen relativen Revisionsgrund dar. Der Revisionsführer kann also in der Revisionsinstanz einen diesbezüglichen Verfahrensfehler geltend machen, wobei er nach § 337 StPO darlegen muss, dass das Urteil auf dem Verfahrensfehler beruht. Nach ständiger Rechtsprechung des Bundesgerichtshofs kann das Beruhen indes nur in Ausnahmefällen ausgeschlossen werden.